# Jules Béland
Jules Béland (* 31. März 1948 in Québec (Stadt)) ist ein ehemaliger kanadischer Radrennfahrer.

## Sportliche Laufbahn
Béland war im Straßenradsport aktiv und Teilnehmer der Olympischen Sommerspiele 1968 in Mexiko-Stadt. Das olympische Straßenrennen beendete er auf dem 64. Platz. Im Mannschaftszeitfahren kam Kanada mit Joe Jones, Jules Béland, Marcel Roy und Yves Landry auf den 25. Rang.